# Теория коммуникативной адаптации
Теория коммуникативной адаптации — это теория, разработанная Говардом Джайлзом, профессором по внешним и внутренним связям Департамента коммуникации Калифорнийского университета. В своей теории он утверждает, что «когда люди взаимодействуют, они корректируют свою речь, тембр голоса и жесты, чтобы расположить других к разговору». Теория исследует различные причины, по которым люди подчеркивают или наоборот сводят к минимуму социальные различия между собой и своим собеседником с помощью вербальной и невербальной коммуникации. Эта теория затрагивает, прежде всего, связи между «языком, контекстом и идентичностью». Она фокусируется на межгрупповых и межличностных факторах, которые приводят к адаптации, также как и способы, в которых макро и микро-контекст проблемы влияет на коммуникативное поведение. Существует два основных процесса адаптации, которые описывает эта теория. «Конвергенция» относится к стратегии, посредством которой индивиды приспосабливаются к коммуникативному поведению друг друга, для того чтобы уменьшить социальные различия. Тем временем «дивергенция» относится к тем случаям, когда индивиды подчёркивают социальные различия между собой и своим собеседником. Иногда, когда люди сближаются, они могут вести себя слишком открыто, и несмотря на их благие намерения это сближение может рассматриваться снисходительно.

## Теоретическая основа

### Теория адаптации речи
Теория стремится объяснить «мотивы, которые лежат в основе стилей человеческой речи во время социальных столкновений и в некоторых социальных последствиях, которые из них вытекают». В частности, внимание сосредоточено на когнитивных и аффективных процессах, лежащих в основе конвергенции и дивергенции индивидов с помощью речи. Теория коммуникативной адаптации расширила данную теорию, чтобы в неё была включена не только речь, но также «невербальные и дискурсивные аспекты социального взаимодействия». Таким образом, теория коммуникативной адаптации охватывает и другие аспекты общения.

### Социальная психология и теория социальной идентичности
Как и теория адаптации речи, теория коммуникативной адаптации отталкивается от социальной психологии, в частности от четырёх основных социально-психологических теорий: сходства — притяжения, социального обмена, причинно-следственного распределения и межгрупповых отличий. Эти теории помогают объяснить, почему ораторы стремятся сблизиться, или наоборот, отдалиться от своего собеседника во время разговора, учитывая языковые барьеры, диалекты или акценты. Теория коммуникативной адаптации в значительной степени полагается на теорию социальной идентичности. Эта теория утверждает, что самооценка человека включает в себя личную и социальную идентичность, которая основана на сравнении людей в группах, к которым они принадлежат, и в группах, к которым они не имеют отношения. Согласно теории социальной идентичности, люди стремятся поддерживать положительную социальную идентичность благодаря соединяющим их группам, где они чувствуют себя более комфортно. Таким образом, речь является способом выражения принадлежности к группе. Люди выбирают конвергенцию или дивергенцию в коммуникации для того чтобы обозначить отличительную самобытность групп и усилить их социальную идентичность. Таким образом, коммуникационная адаптация становится тем инструментом, который подчёркивает своеобразие групп в позитивном ключе и укрепляет социальную идентичность индивида.

## Конвергенция и дивергенция

### Конвергенция
Конвергенция относится к процессу, посредством которого индивид меняет свои речевые формы взаимодействия с другим индивидом таким образом, что они очень напоминают речевые обороты другого индивида. Люди могут сходиться с помощью различных особенностей коммуникации, таких как язык, произношение, пауза, тембр и темп речи, а также невербальная коммуникация, но не обязательно на всех уровнях одновременно. Люди используют конвергенцию на основе их представлений о других людях, а также на основе того, что они могут понять, ориентируясь на их семью и окружающих. Привлекательность, обаяние и авторитет также могут вызывать сближение. Таким образом, когда человек корректирует свою речь и невербальное поведение, для того чтобы сблизиться со своим собеседником, это может привести к более благоприятному восприятию с другой стороны, а именно: когда конвергенция воспринимается положительно, это может усилить расположенность коммуникатора и реципиента друг к другу. По этой причине можно сказать, что конвергенция отражает «стремление индивида к социальному одобрению» со стороны своего собеседника. Другими факторами, определяющими степень взаимодействия людей, являются их история, социальные нормы и частичное влияние общества. Конвергенция также увеличивает эффективность коммуникации, которая, в свою очередь, снижает неопределённость, межличностное беспокойство и увеличивает взаимопонимание. Это является еще одним фактором, который мотивирует людей к сближению друг с другом.

### Дивергенция
Дивергенция является лингвистической стратегией, которая подчёркивает языковые различия между собеседниками. По большей части это отражает желание группы подчеркнуть её самобытность в позитивном ключе. Это происходит тогда, когда индивид воспринимает процесс взаимодействия как межгрупповой, а не как индивидуальный. Учитывая тот факт, что коммуникативные функции являются основным критерием принадлежности к группе, дивергенция может рассматриваться как одна из важнейших тактик отображения ценности самобытности одной группы от другой. Это помогает поддерживать позитивный имидж группы для укрепления своей социальной идентичности.

## Компоненты теории коммуникативной адаптации
Дальнейшие исследования, которые расширили эту теорию, были проведены в Галуа в 1995 году. Были выдвинуты предложения, которые делятся на четыре основных компонента: социально-исторический контекст, адаптивно-коммуникативная ориентация, сложившаяся ситуация, а также оценка и будущие устремления. Эти компоненты являются необходимыми составляющими теории коммуникативной адаптации и влияют на ход и исход межкультурных переговоров.

### Социально-исторический контекст
Социально-исторический контекст относится к такой ситуации, когда последние взаимодействия между группами, к которым принадлежат коммуникаторы, влияют на их поведение. Он включает в себя отношения между группами, вступающими в контакт друг с другом, и соблюдающими социальные нормы. Эти отношения между различными группами, к которым принадлежат коммуникаторы, влияют на их поведение. А социально-историческими факторами, которые влияют на коммуникаторы, являются: политические или исторические отношения между народами, а также различие в религиозных и идеологических взглядах.

### Адаптивно-коммуникативная ориентация
Адаптивной ориентацией коммуникатора является способность воспринимать встречи с членами других групп в межличностных и межгрупповых отношениях отдельно или совместно. Три фактора, имеющие ключевое значение для адаптивной ориентации: (1) «внутриличностные факторы» (например, личность коммуникаторов), (2) «межгрупповые факторы» (например, чувства коммуникаторов по отношению к другим людям), и (3) «исходные ориентации» (например, воспринимается потенциал для конфликта). Вопросы, которые влияют на последний фактор, включают в себя: коллективистский контекст культуры, историческое взаимодействие, существующие трения между группами из-за прошлых взаимодействий, стереотипы, высокую групповую солидарность (имеется в виду высокая зависимость от группы, в частности, как зависит самооценка индивида в группе).

### Сложившаяся ситуация
Сложившаяся ситуация относится к моменту, в котором происходит фактическая связь. Она имеет форму пяти взаимосвязанных аспектов: (1) «социально-психологическое состояние», (2) «целевая установка» (например, мотивы и цели встречи), (3) «социолингвистические стратегии» (например, конвергенция и дивергенция), (4) «поведение и тактика» и (5) «маркировка и атрибуция».

### Оценка и будущие устремления
Этот аспект связан с тем, как коммуникаторы воспринимают поведение своего собеседника и его отношение к следующим встречам. Успешно проведённые беседы могут привести к дальнейшей связи между собеседниками и другими членами их групп.

## Теория коммуникативной адаптации и новые медиа
Теория коммуникативной адаптации объясняет «познавание и устремление, которое лежит в основе процесса коммуникации» с явными и скрытыми смыслами, и реально применяется в современных СМИ. Однако несмотря на то что на ранних стадиях поиск ничего не выдает, в последнее время проводятся исследования, которые изучают возможные тенденции адаптации библиотекарей, которым предложили работать посредством интернет-переписки. При использовании компьютерного языка в справочных службах общение представлялось единственным возможным путём укрепления отношений. Клиенты, которые были удовлетворены интерактивным общением с библиотекарем, использующим компьютерный язык, выражали большую готовность возобновить переписку. Однако результат показал, что клиенты, использующие компьютерный язык, не поддаются влиянию библиотекарей, которые сами пользуются таким языком и, что удивительно, предполагаемого сближения не произошло. Тем не менее, коммуникативная адаптация случается при других коммуникативных обстоятельствах. Во время мозгового штурма китайцы, например, часто становятся не менее отзывчивыми, чем американцы, когда работают в смешанных группах, а также становятся более разговорчивыми, находясь в узком кругу общения.